# Bembidion punctulatum
Bembidion punctulatum är en skalbaggsart som beskrevs av Pierre-Auguste-Joseph Drapiez 1820. Bembidion punctulatum ingår i släktet Bembidion, och familjen jordlöpare. Arten har ej påträffats i Sverige.

## Bildgalleri

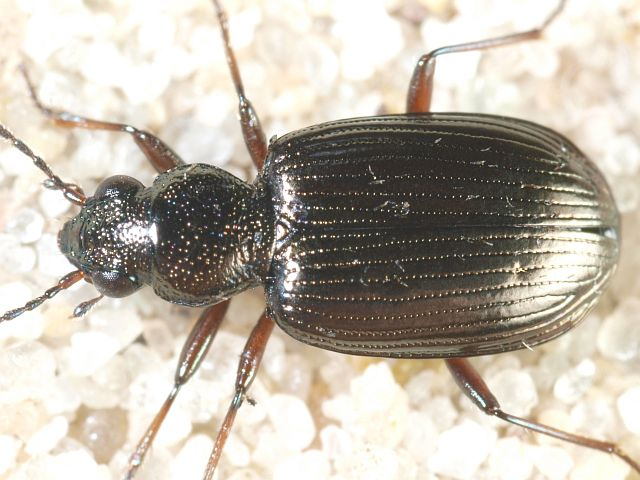